# White Sticks

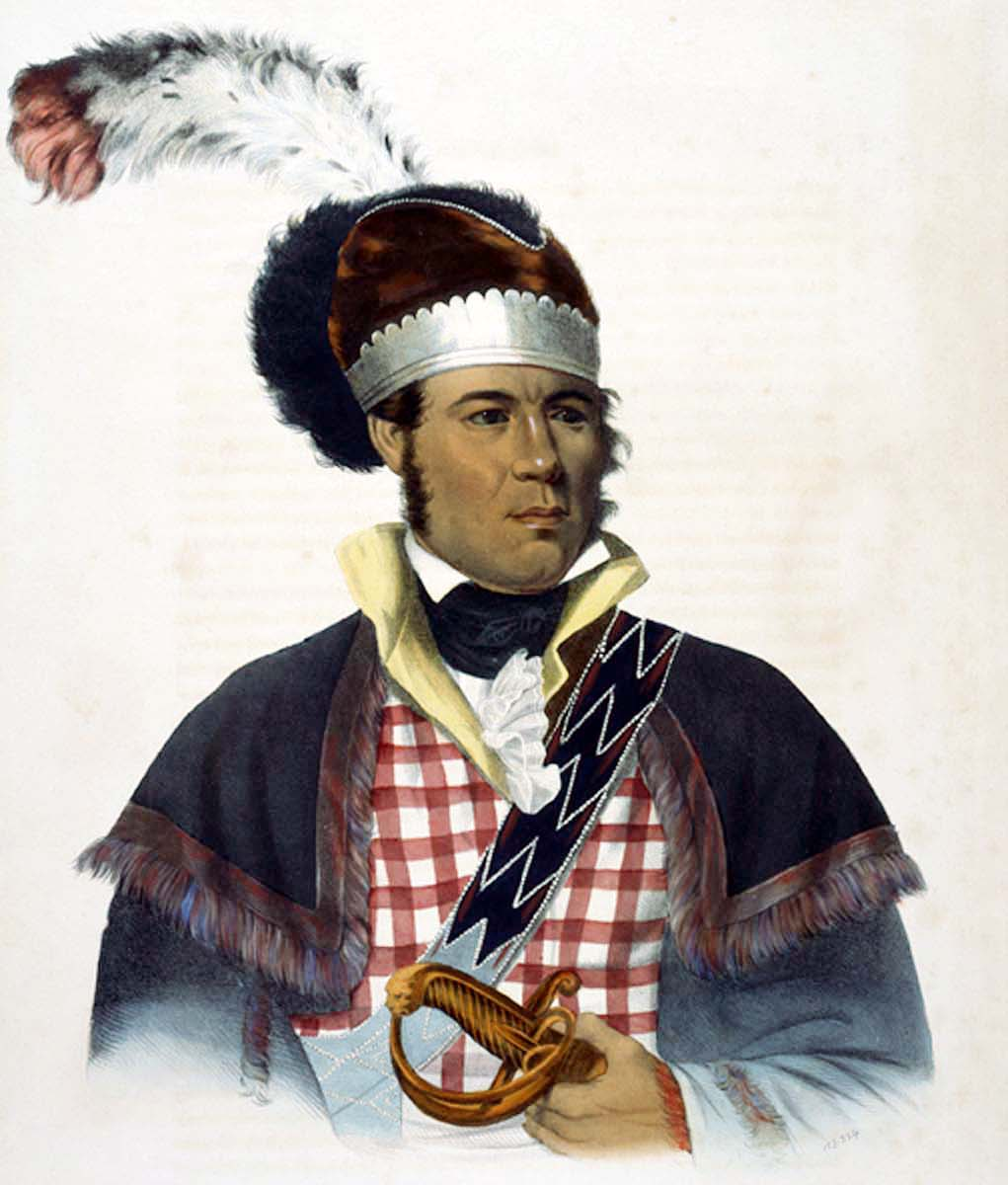
William McIntosh var en av ledarna för White Sticks.

White Sticks är det engelska namnet på den ackulturerade fraktionen bland creekindianerna i början av artonhundratalet. De hade övertagit ett euro-amerikanskt levnadssätt med privat jordägande, stora plantager och afrikanska slavar. När de angreps av den traditionalistiska fraktionen, Red Sticks, ledde det till det creekiska inbördeskrigets utbrott 1813.
Namnet "White Sticks" gavs i kontrast till "Red Sticks", och "White Sticks" utmärktes i strid genom en vit fjäder och svansen från en vitsvanshjort i huvudbonaden. De hade sitt främsta stöd i de nedre creekstäderna, dvs. bland creekerna i Georgia, medan "Red Sticks" hade sitt främsta stöd bland de övre creekerna, dvs. bland de som bodde i vad som skulle bli Alabama.